# Sahasrabhuja
 (avril 2024).
La mise en forme du texte ne suit pas les recommandations de Wikipédia : il faut le « wikifier ».
Les points d'amélioration suivants sont les cas les plus fréquents. Le détail des points à revoir est peut-être précisé sur la page de discussion.
- Les titres sont pré-formatés par le logiciel. Ils ne sont ni en capitales, ni en gras.
- Le texte ne doit pas être écrit en capitales (les noms de famille non plus), ni en gras, ni en italique, ni en « petit »…
- Le gras n'est utilisé que pour surligner le titre de l'article dans l'introduction, une seule fois.
- L'italique est rarement utilisé : mots en langue étrangère, titres d'œuvres, noms de bateaux, etc.
- Les citations ne sont pas en italique mais en corps de texte normal. Elles sont entourées par des guillemets français : « et ».
- Les listes à puces sont à éviter, des paragraphes rédigés étant largement préférés. Les tableaux sont à réserver à la présentation de données structurées (résultats, etc.).
- Les appels de note de bas de page (petits chiffres en exposant, introduits par l'outil «  Source ») sont à placer entre la fin de phrase et le point final[comme ça].
- Les liens internes (vers d'autres articles de Wikipédia) sont à choisir avec parcimonie. Créez des liens vers des articles approfondissant le sujet. Les termes génériques sans rapport avec le sujet sont à éviter, ainsi que les répétitions de liens vers un même terme.
- Les liens externes sont à placer uniquement dans une section « Liens externes », à la fin de l'article. Ces liens sont à choisir avec parcimonie suivant les règles définies. Si un lien sert de source à l'article, son insertion dans le texte est à faire par les notes de bas de page.
- La présentation des références doit suivre les conventions bibliographiques. Il est recommandé d'utiliser les modèles {{Ouvrage}}, {{Chapitre}}, {{Article}}, {{Lien web}} et/ou {{Bibliographie}}. Le mode d'édition visuel peut mettre en forme automatiquement les références.
- Insérer une infobox (cadre d'informations à droite) n'est pas obligatoire pour parachever la mise en page.

Pour une aide détaillée, merci de consulter Aide:Wikification.
Si vous pensez que ces points ont été résolus, vous pouvez retirer ce bandeau et améliorer la mise en forme d'un autre article.

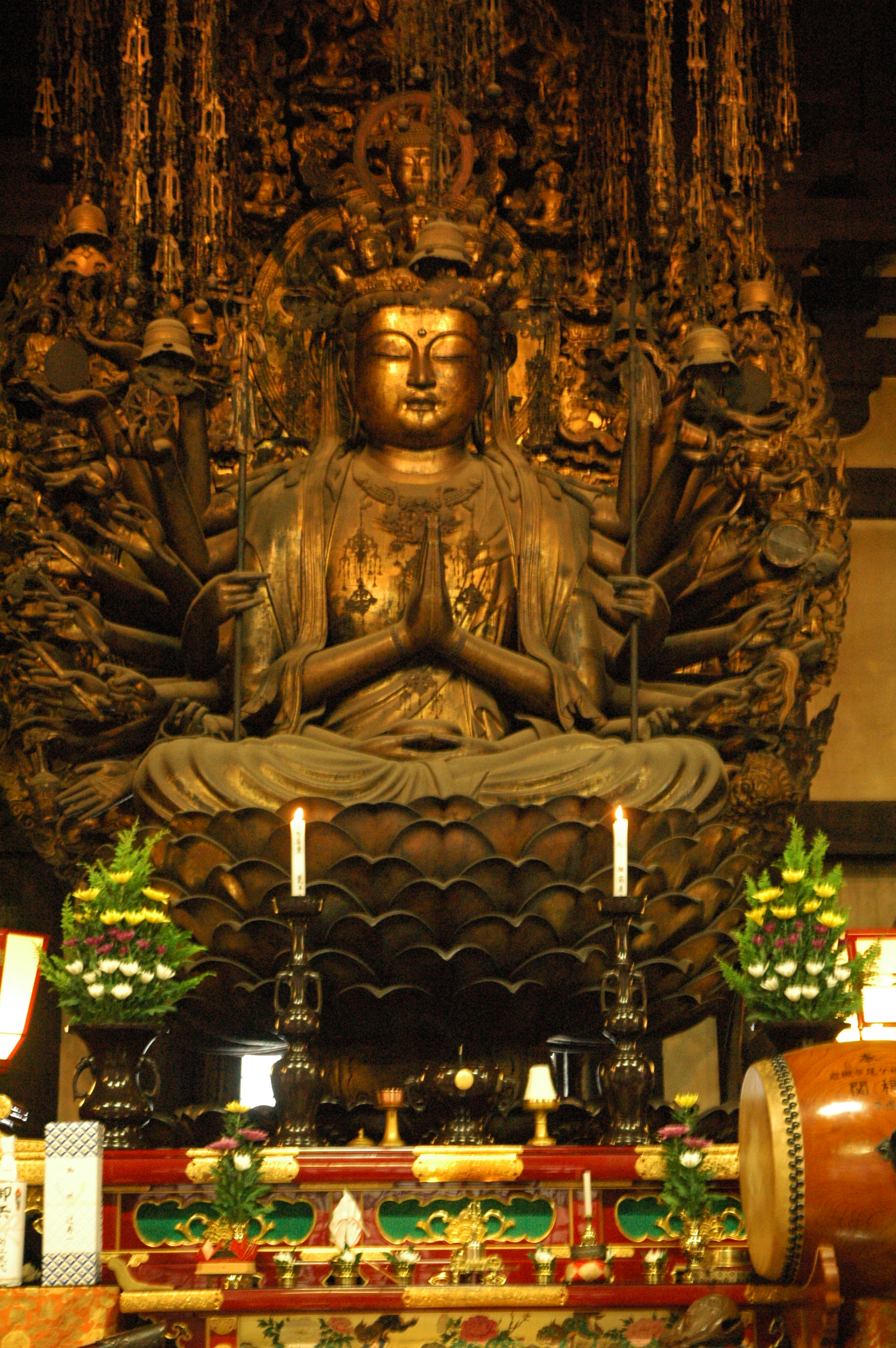
Statue en bois de Kannon aux mille bras, assise, appartenant au temple (conservée dans le hall Sanjusangendo). Il s'agit d'un trésor national de la période Kamakura, créé par Tankei.

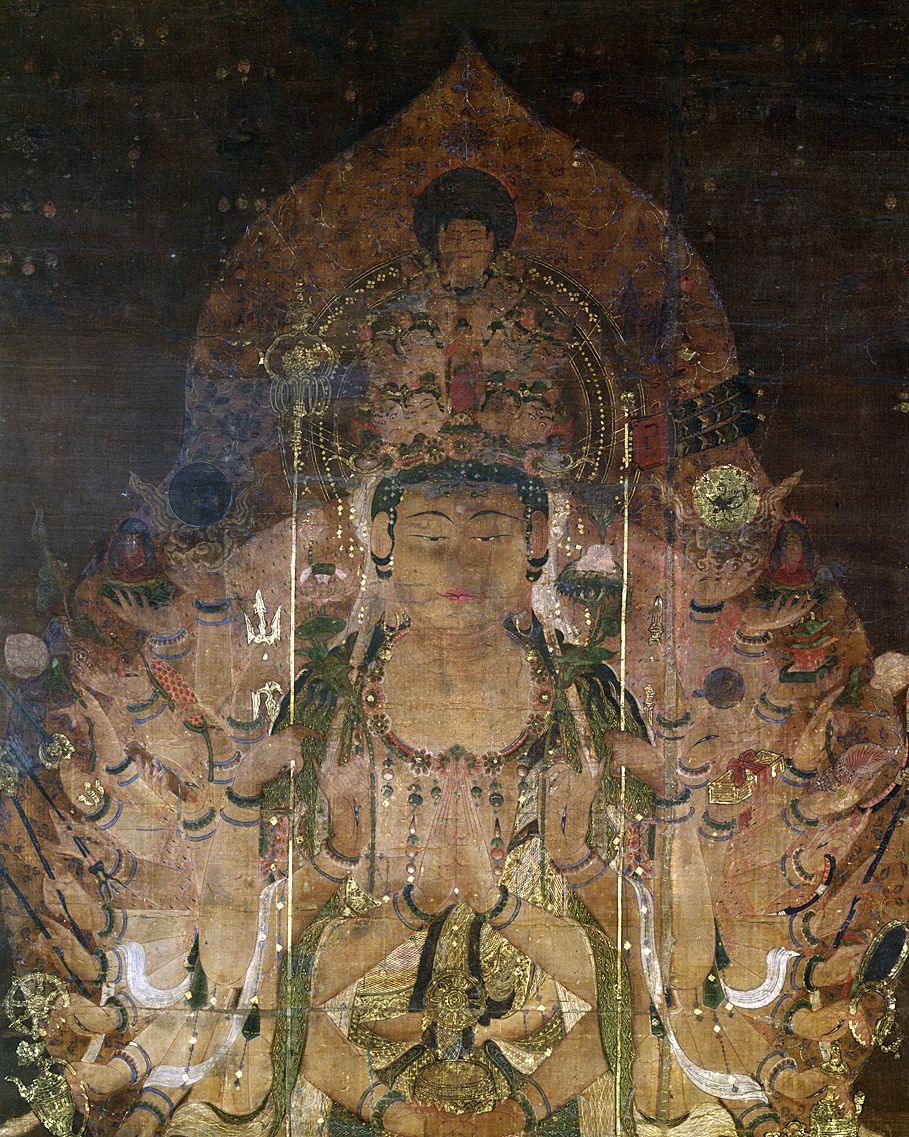
Une peinture sur soie colorée de la statue de Kannon aux mille bras, un trésor national de la fin de la période Heian, propriété du Musée national de Tokyo.

L'Avalokiteshvara aux mille bras (sanskrit : सहस्रभुज, [sahasrabhuja], Sahasrabhuja) est l'un des bodhisattvas vénérés dans le bouddhisme. Sahasrabhuja signifie « mille mains » ou « celui aux mille mains ». Ce nom est également utilisé pour désigner des dieux hindous tels que Vishnu, Shiva, et la déesse Durga, et est considéré comme une incarnation du bodhisattva Kannon, établi en Inde sous l'influence de l'hindouisme. Il est aussi l'un des six bodhisattvas Kannon.
La forme Sammaya (ja) symbolise une fleur de lotus en pleine floraison, associée à la première fleur ouverte par Āryāvalokiteśvara, surmontée d'un joyau posé sur un lotus. La syllabe germe est Kirik (ह्रीः hrīḥ).
Il est accompagné par vingt-huit légions (ja) comme ses serviteurs.
Il fait également partie de Kumano Gongen. Il existe une version à douze divinités et une version à trois divinités avec Amitabha, Bhaisajyaguru, et Sahasrabhuja.

## Le nom et l'origine de Sahasrabhuja
Le nom et l'origine de Sahasrabhuja : Comme mentionné précédemment, plusieurs noms existent pour le Kannon aux mille bras. Parmi les statues de Kannon aux mille bras, certaines possèdent un ou vingt-sept visages, au lieu de onze. Parmi ces statues, celle aux mille mains et un visage est considérée comme une forme ancienne. La statue aux mille mains et un visage située dans la 40e niche de Zhengshan, à Danling, province du Sichuan, est considérée comme la plus ancienne statue de ce type encore existante en Chine. Selon la loi sur la protection des propriétés culturelles (ja), le nom désigné pour les trésors nationaux et les biens culturels importants est uniformisé sous l'appellation « Kannon aux mille bras ».
Dans le Garbha Mandala du bouddhisme ésotérique, l'endroit où se trouvent les Kannon est appelé « Rengebu ». Parmi eux, le Kannon aux mille bras est l'entité la plus élevée, connue sous le nom de « Bodhisattva Renge-King ». C'est pour cette raison que le Sanjūsangen-dō à Kyoto est officiellement appelé Rengeo-in. Il est désigné par divers noms, tels que « Kannon aux onze visages et mille bras », « Kannon aux mille bras et mille yeux », et « Kannon aux onze visages, mille bras et mille yeux ». Le nom « Mille mains et mille yeux » provient du fait qu'il est dit avoir un œil dans chacune de ses mains. Les mille bras représentent l'immense compassion et le pouvoir de Kannon, qui cherche à sauver tous les êtres vivants sans exception. Les textes bouddhistes expliquent que le Bodhisattva Kannon a acquis mille mains pour atteindre cet objectif. Le Grand Mantra de la Compassion contenu dans ces textes est encore récité aujourd'hui dans les temples Tendai et Zen en Chine et au Japon. En tant que l'une des six déités Kannon, on dit qu'il préside au royaume des esprits affamés parmi les six royaumes de l'existence et qu'il sauve les gens des souffrances de l'enfer, représentant la grande utilité de sauver tous les êtres vivants sans obstacles et étant dit responsable de l'accomplissement des souhaits et de la naissance de vies paisibles.

## Apparence
Des statues de Kannon aux mille bras, aussi bien assises que debout, existent, avec plusieurs représentations de Bouddha montrant approximativement mille mains. Parmi les exemples les plus connus figurent la statue (statue debout) dans la Salle Dorée du temple Tōshōdai-ji à Nara, l'image principale (statue assise) du temple Fujii-dera à Fujiidera, préfecture d'Osaka, et l'image principale (statue debout) du temple Juho-ji à Kyotanabe, préfecture de Kyoto. Les statues du temple Toshodaiji, qui mesurent plus de 5 mètres de haut, ont 42 piliers principaux et 911 petits piliers entre les interstices des piliers principaux, pour un total de 953 statues encore existantes. La statue du temple Katsurai-ji possède 40 grandes mains (sans les mains en forme de bol) et 1 001 petites mains, pour un total de 1 041 mains. Vu de face, les mains semblent pousser directement de la statue elle-même, mais en réalité, elles sont densément attachées à deux supports dressés derrière la statue. Des traces légères révèlent que des yeux avaient été peints sur les paumes des mains et les genoux de la statue de Katsuraiji, représentant littéralement « mille mains et mille yeux ». Une statue typique de Kannon aux mille bras possède onze visages et quarante-deux bras. L'image principale du temple Dojoji (Trésor National) et l'image principale du temple Fudarakusanji (Propriété Culturelle Importante) dans la préfecture de Wakayama ont 44 bras. La peinture de Kannon aux mille bras découverte à Dunhuang et conservée au British Museum ainsi que la statue debout de Kannon aux mille bras conservée au Musée Guimet possèdent également 44 bras.
La signification des 42 bras est expliquée comme suit : « en excluant les deux mains jointes devant la poitrine, les 40 bras représentent chacun le sauvetage de 25 mondes, donc 25 × 40 = 1 000. Les « 25 mondes » mentionnés ici font référence aux « trois royaumes et vingt-cinq existences (ja) » dans le bouddhisme, qui est l'idée qu'il existe 25 mondes allant du ciel à l'enfer (il est dit qu'il y a 14 existences dans le royaume du désir, sept existences dans le royaume de la forme, et quatre existences dans le royaume de l'informe). Le terme communément utilisé « extatique (ja) » fait initialement référence au royaume céleste, qui est le sommet des vingt-cinq niveaux d'existence ».
L'image principale (statue assise) du temple Sanjusangendo à Kyoto est un chef-d'œuvre de Tankei, sculpteur bouddhiste de la période Kamakura, et est un exemple typique d'une statue à onze visages et quarante-deux bras. Deux des quarante-deux mains sont jointes devant la poitrine, et les deux autres sont unies devant l'estomac, tenant un hohatsu (un bol sacré) (appelé hohatsu-te). Les 38 autres bras tiennent chacun un objet différent, tels qu'une roue du Dharma, un Khakkara (un bâton avec un shaku), ou un conteneur d'eau cosmétique (ja). Ce que les 38 mains doivent tenir est décrit dans les sutras (voir ci-dessous), mais dans le cas des statues, les objets ont souvent été perdus au fil des ans ou remplacés par des ajouts ultérieurs.

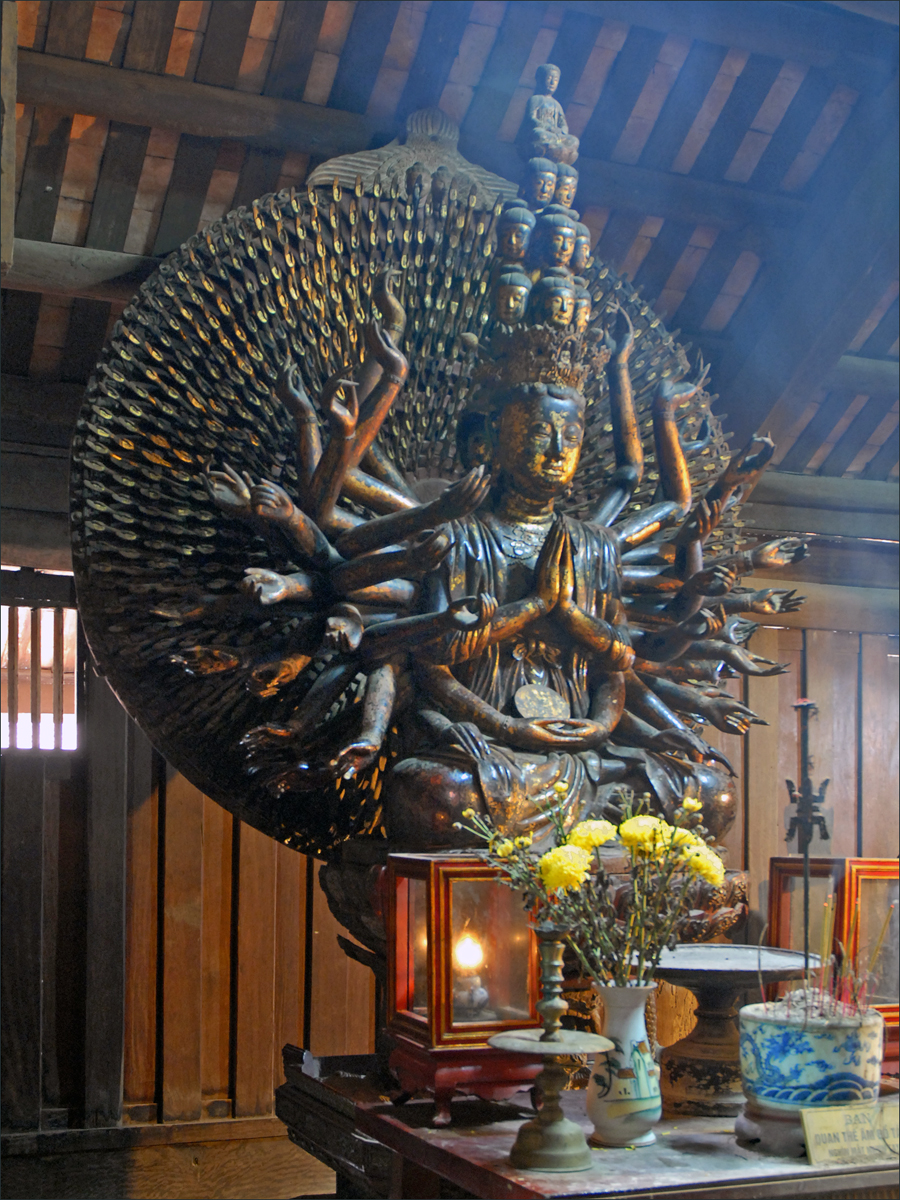
Vietnam, pagode Butthap
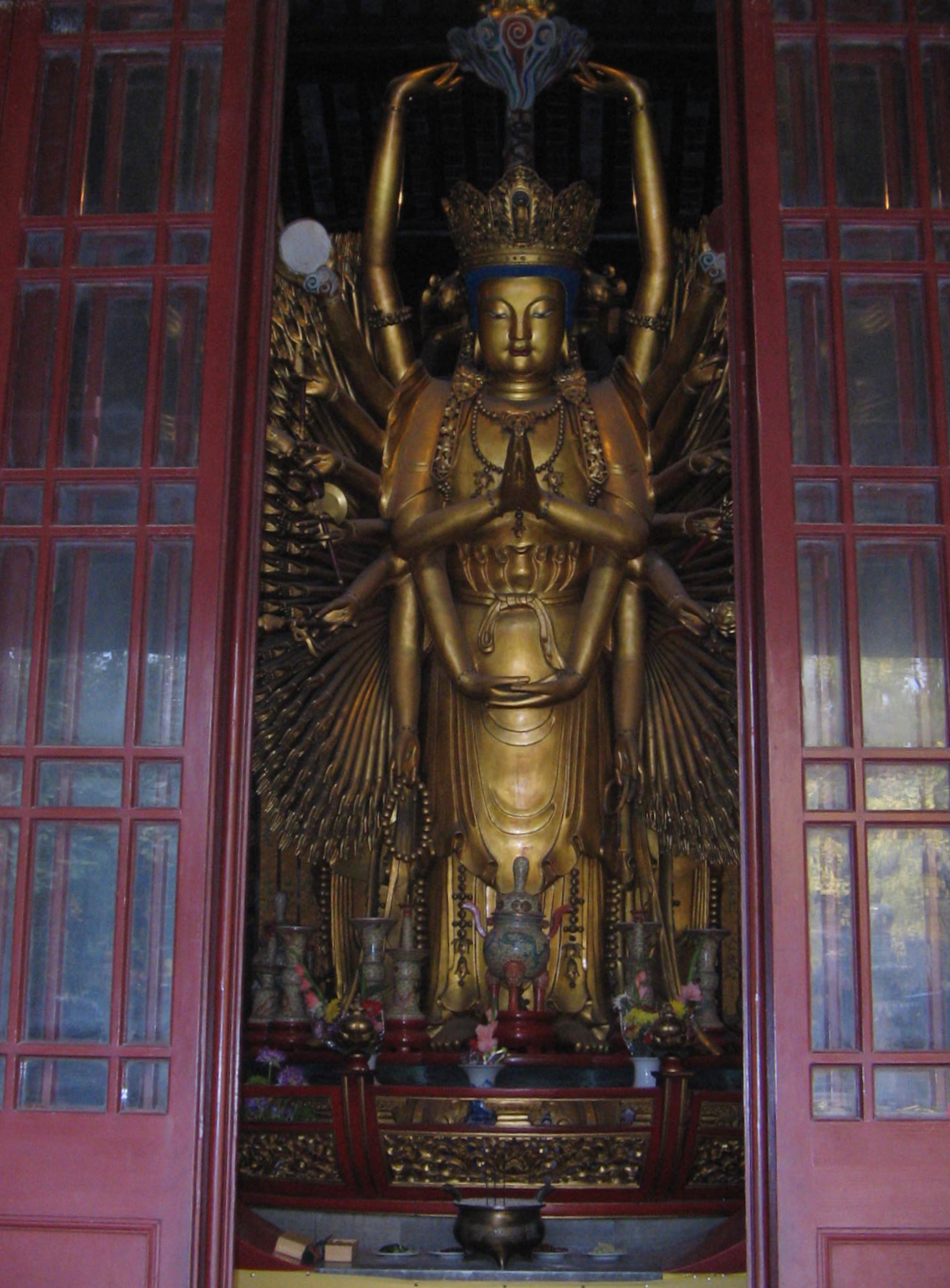
Shanghai, temple Longhua
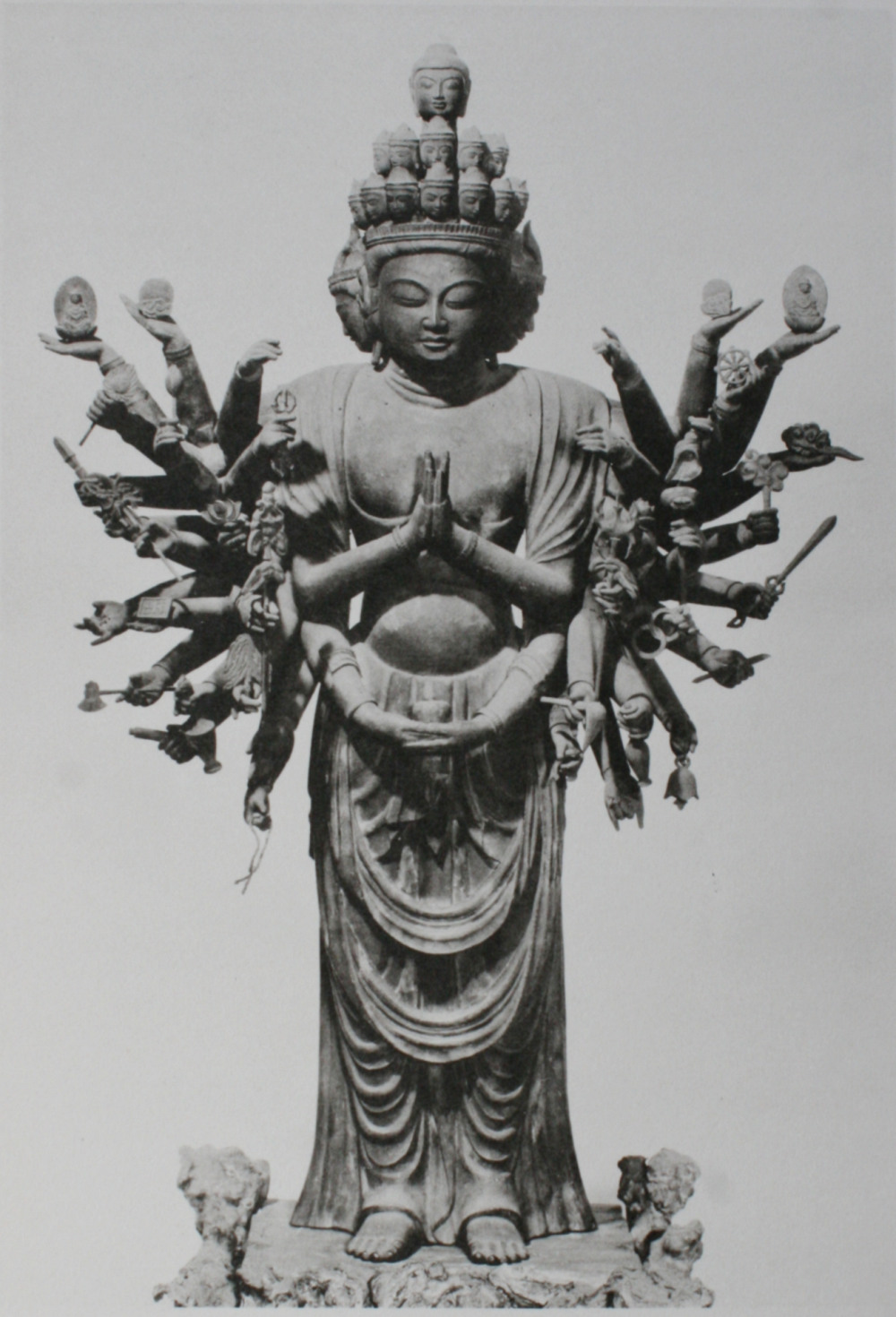
Kyoto, temple Hoshoji
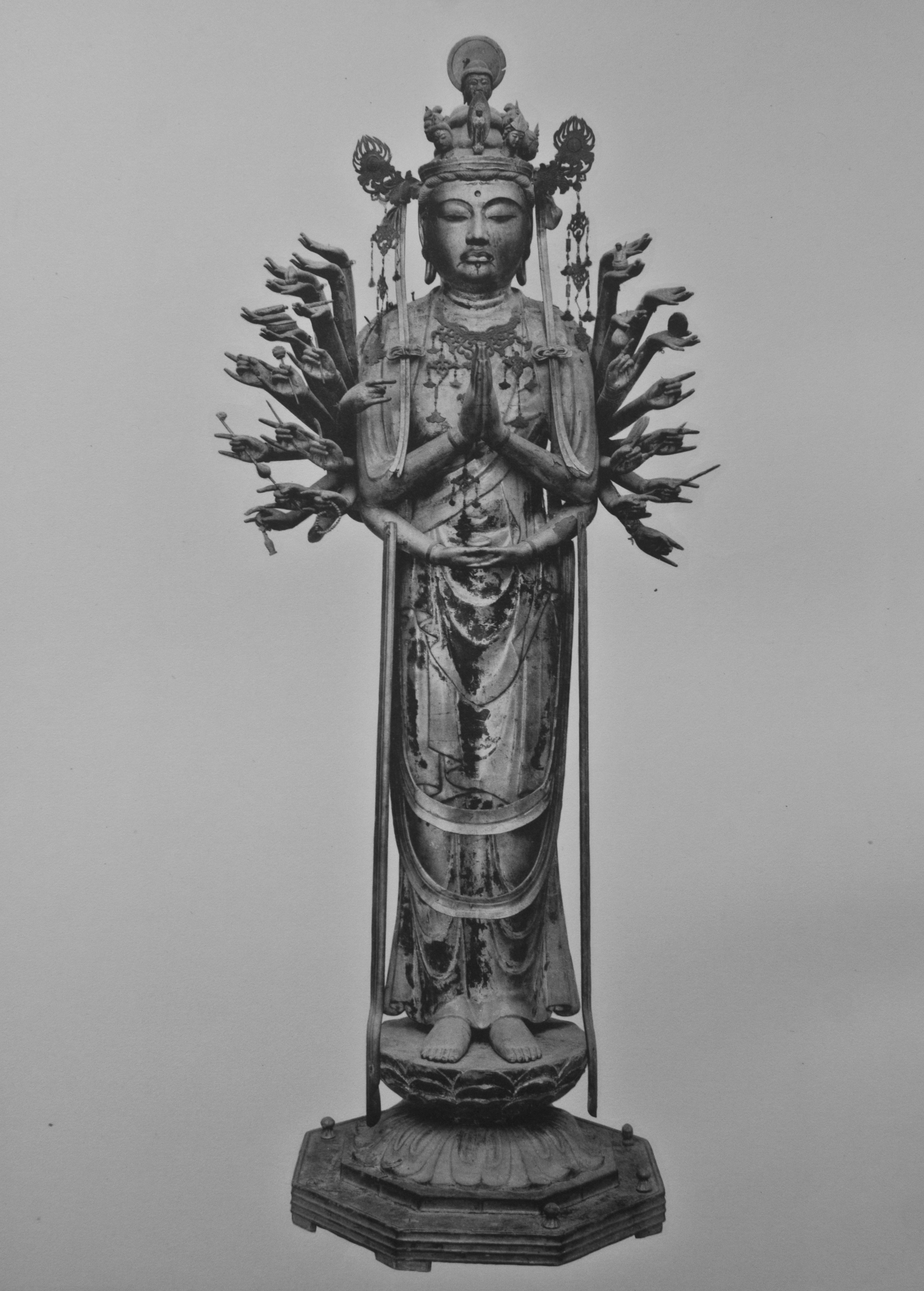
Kyoto, Sanjusangendo (sur 1 001 statues)
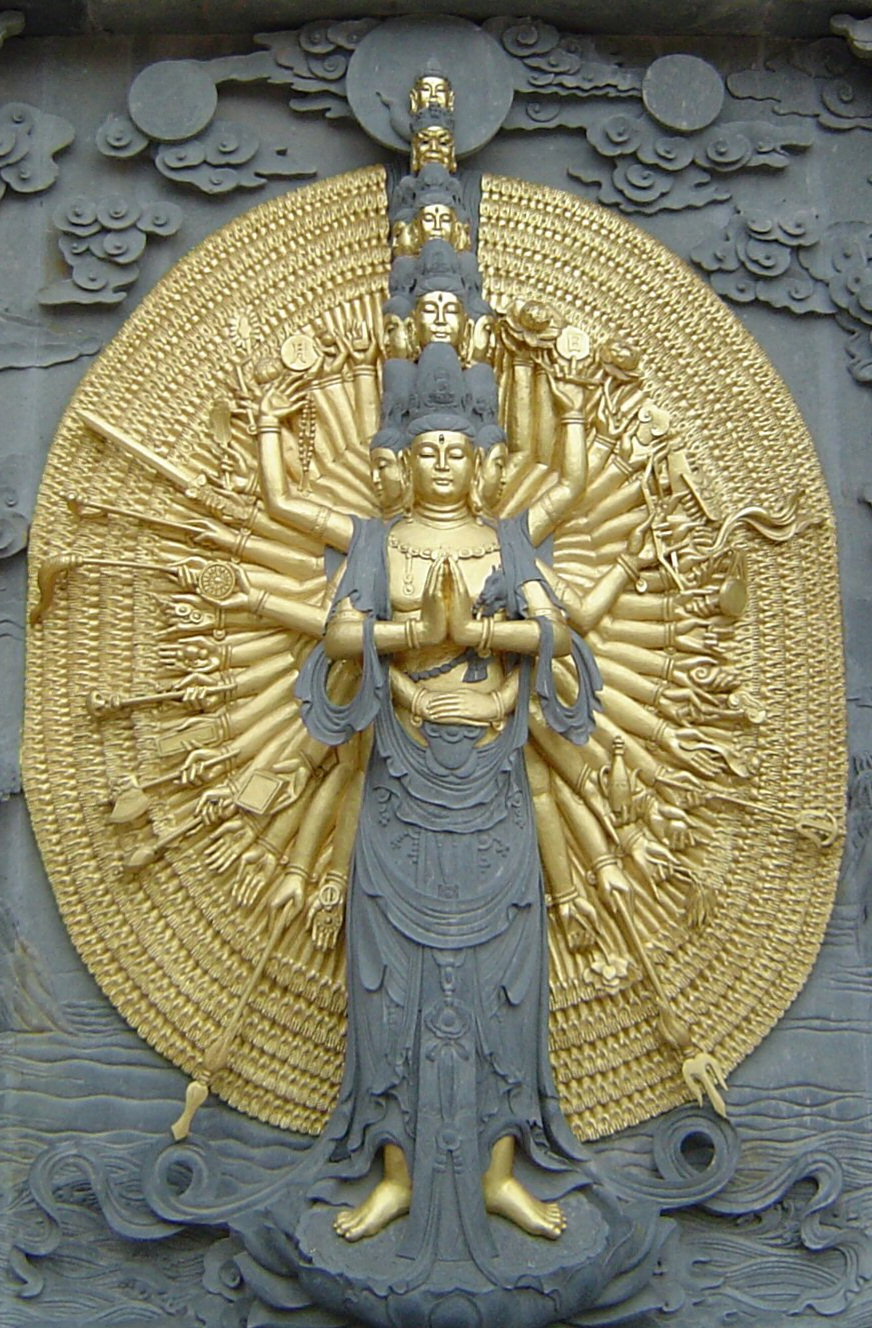
Jiuhuashan, province de l'Anhui, Chine
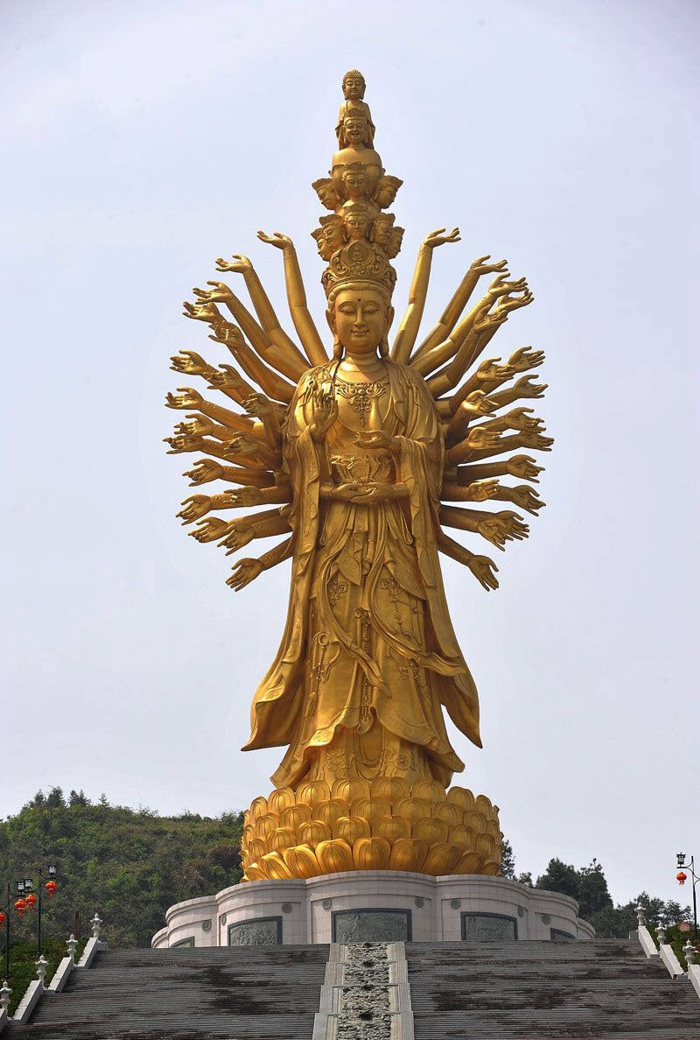
Huanshan, province du Hunan, Chine

## Exemples de croyances et de statues au Japon
Bien qu'il existe peu d'exemples connus de statues de Kannon aux mille bras en Inde, il y en a quelques-unes en Chine, telles que les grottes de Longmen de la dynastie Tang et les sculptures rupestres de Dazu de la dynastie Song, toutes deux classées sites du patrimoine mondial de l'UNESCO. La croyance en la Kannon aux mille bras a une longue histoire au Japon, avec des statues fabriquées depuis la période de Nara, avant que Kūkai n'introduise les enseignements du bouddhisme ésotérique. On sait qu'un hall dédié à la Kannon aux mille bras a été construit au temple Tōdai-ji pendant la période Tenpyo, et une statue de Kannon aux mille bras a également été consacrée dans le hall de conférence du temple, qui n'existe plus. Parmi les exemples survivants au Japon, le plus ancien est la statue du temple Katsuo-ji, qui aurait été réalisée au milieu du VIIIe siècle, et la statue du temple Toshodaiji a également été réalisée entre la fin du VIIIe et le début du IXe siècle. Une statue de Kannon aux mille bras fortement endommagée a été découverte à l'intérieur de la statue cachée du Kitamuki Honzon au temple Dojoji à Wakayama. On pense que c'est l'image principale du temple Dojoji depuis ses premiers jours et remonte à la période Nara.
Parmi les autres temples célèbres qui abritent la Kannon aux mille bras, on trouve le temple Kiyomizu-dera et le temple Sanjusangendo à Kyoto, ainsi que le temple Kokawa-dera (ville de Kinokawa, préfecture de Wakayama), l'un des temples du pèlerinage de Saigoku Kannon. L'image principale (statue debout) du temple Kiyomizu-dera à Kyoto est une image bouddhique secrète qui n'est révélée au public qu'une fois tous les 33 ans. Elle possède une forme unique, avec deux de ses 42 bras levés et joints au-dessus de sa tête, et est connue sous le nom de type Kiyomizu'. La statue secrète de Kannon aux mille bras, image principale de l'Okunoin du même temple Kiyomizu-dera, est une statue assise rare avec 27 visages.

## La possession du Kannon aux mille bras
Les attributs du Kannon aux mille bras sont détaillés dans des textes sacrés tels que le Dharani Sutra des mille bras et des mille yeux. Ce sutra illustre le bodhisattva comme l'incarnation de la compassion universelle, symbolisée par ses mille bras. Les statues de Kannon incarnent ces descriptions, transformant les enseignements spirituels en œuvres d'art.
Pour plus de détails sur les possessions suivantes, voir Nishimura Kimitsune, « Buddha's World View » (Yoshikawa Kobunkan, 1980, [ numéro de page requis ] ) par. Selon la statue, l'objet décrit ci-dessous comme « tenu dans la main gauche » peut être tenu dans la main droite (ou vice versa).

### Possession de la main gauche
- Hougeki : Un objet en forme de bâton tenu dans la main gauche du Kannon aux mille bras. Une arme à trois dents à son extrémité
- Kebutsu : Une petite statue bouddhiste
- Houtaku : Une petite cloche
- Fleur de lotus blanche
- Hossu : À l'origine un outil utilisé pour chasser les mouches et autres insectes
- Un lasso
- La Roue solaire (Nichirin) est appelée dans le Sutra « Nisshomani »
- Le Sutra de la Roue au trésor déclare : « La roue dorée qui ne recule jamais »
- Une coquille de conque
- Gyokukan (anneau de jade) est également appelé « anneau d'or ». Au lieu de cela, ils peuvent porter un « bracelet au trésor » (bracelet)
- Bâton de crâne
- Gurenge
- Bohai : Une pièce en forme de bouclier représentant le visage d'un dragon
- Palais (Kuuden) Les Écritures l'appellent « Kuuden (Palais transformé) »
- Il peut également être tenu dans la main droite
- Le Hoko Sutra déclare qu'il s'agit d'un « crochet de fer Kushi ». Arme en forme de tige avec une pointe courbée à angle droit
- Une épée sacrée avec un manche à trois dents
- Le Hokyu (arc précieux) est associé à la flèche (Hoyan) tenue dans la main droite
- Soubyou est aussi appelé « gunmochi ». Cela signifie un pichet d'eau

### Possession de la main droite
- Le shakujo (bâton de phoque) est associé au « hogeki » tenu dans la main gauche. Il y a plusieurs anneaux attachés au sommet de la canne, et lorsque vous marchez avec, les anneaux émettent un son. Il était à l’origine utilisé en Inde pour éloigner les serpents venimeux lors des promenades dans les montagnes et les champs.
- Kebutsu (Bouddha transformé)
- Vajra : Un instrument rituel avec un manche au centre et trois dents aux deux extrémités. Dans les Écritures, la main qui le tient est appelée « basarashu »
- Fleur de lotus bleue
- Cure-dent : Une branche de saule. Aussi connu sous le nom de saule
- Mâlâ de prière
- Le Sutra Gachirin déclare qu'il s'appelle « Gekseimani »
- Le Hoju (bijou au trésor) est appelé dans le Sutra un « joyau exauçant les vœux »
- Également connu sous le nom de Treasure Sutra (Hokyo) ou de Sutra Box (Kyokyo). Cela fait référence aux écritures bouddhistes
- Sceau au trésor
- Budo fait référence au raisin
- Lotus violet
- Semuishu : La main qui ne tient rien
- Miroir précieux
- Un petit coffre au trésor. Aussi appelée « boîte bouddhiste »
- Vajra (kongosho) est également appelé « tokkosho » (vajra à un seul volet). Une arme avec une poignée centrale et des lames tranchantes aux deux extrémités
- Hache (eppu) signifie « hache »
- Cela fait référence à une flèche au trésor
- Kobyo : Un pichet à eau de style persan. Également appelé « Aquarium au trésor »

Dans le Dharani Sutra aux mille bras et aux yeux, en plus des 38 mains tenant des objets mentionnés ci-dessus, 40 mains sont mentionnées, y compris les « mains de prière » et les « mains du bol au trésor ». En regardant les statues réelles du Kannon aux mille bras au Japon, beaucoup d'entre eux ont les mains jointes devant le ventre (ou à genoux dans le cas des statues assises), avec un bol sacré placé dessus. Les deux mains tenant les bols au trésor et les deux mains jointes devant la poitrine totalisent 42 bras.

## Mantra
- Ong Bazara Dalama (Dharma[1] ) et Kiriku[7]

## Une statue représentative de Kannon aux mille bras au Japon

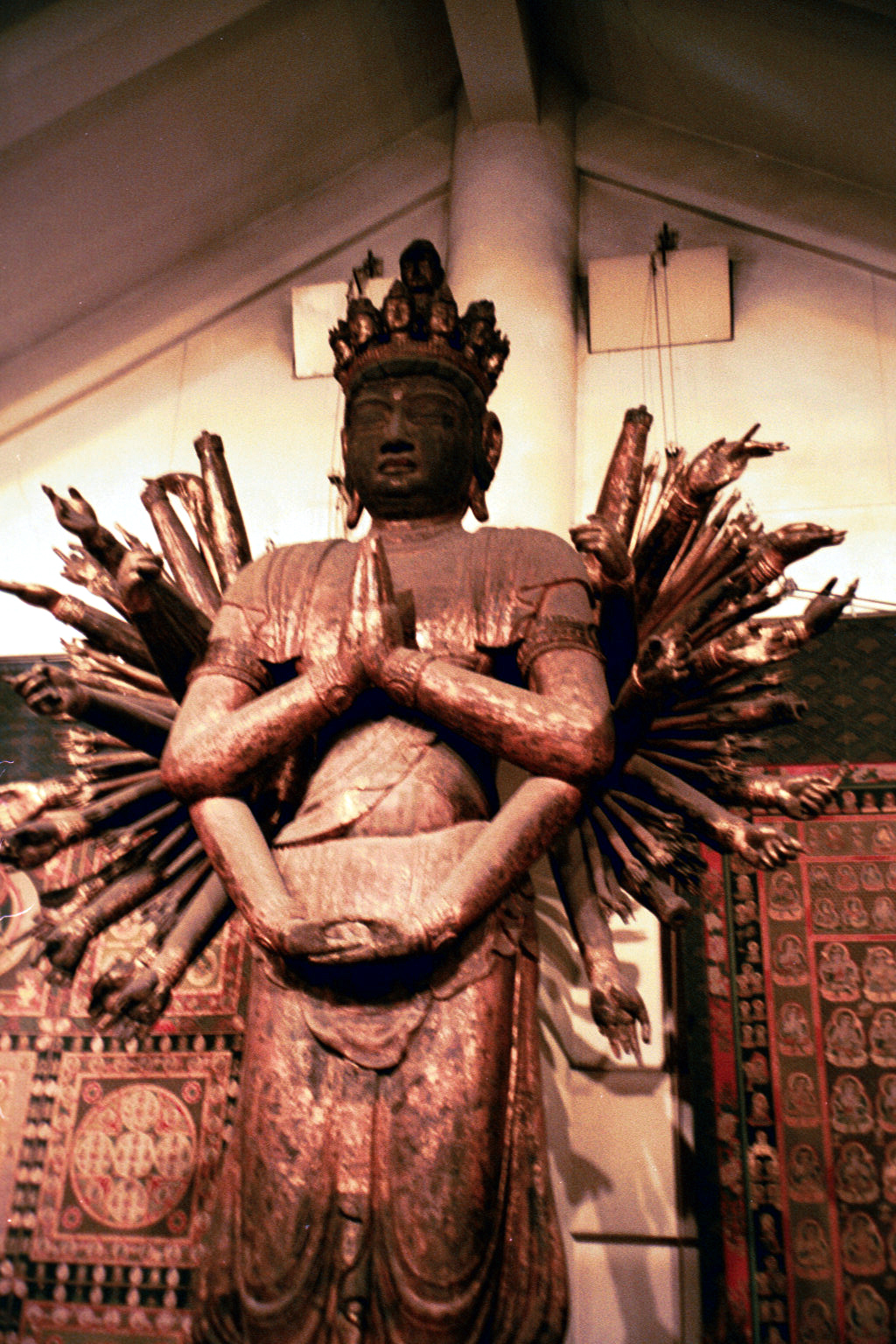
Statue de la vieille salle à manger du temple Toji

### Trésor national
| emplacement                                 | emplacement                                         | posture       | Ère                                                             |
| ------------------------------------------- | --------------------------------------------------- | ------------- | --------------------------------------------------------------- |
| Kyoto, préfecture de Kyoto                  | Sanjūsangen-dō image principale                     | Statue assise | Période Kamakura                                                |
| Kyoto, préfecture de Kyoto                  | Statues de Sanjusangendo (1 001 statues)            | Statue        | En partie de la période Heian, en partie de la période Kamakura |
| Kyoto, préfecture de Kyoto                  | Statue dans l'ancienne salle de conférence Kōryū-ji | Statue        | Kanko 9e année (1012)                                           |
| Kyoto, préfecture de Kyoto                  | Hosshoji (ja) Statue                                | Statue        | Période Heian                                                   |
| Ville de Fujiidera, préfecture d'Osaka      | L'image principale Fujii-dera                       | Statue assise | Jinki 2 (725)                                                   |
| Ville de Nara, préfecture de Nara           | Tōshōdai-ji Statue de la Salle Dorée                | Statue        | Période Nara                                                    |
| Ville de Nara, préfecture de Nara           | Statue de l'ancienne salle à manger Kōfuku-ji       | Statue        | Période Kamakura                                                |
| Ville de Hidakagawa, préfecture de Wakayama | Dōjō-ji Statue                                      | Statue        | Période Heian                                                   |

### Biens culturels importants
| emplacement                                 | emplacement                                           | posture       | Ère                                        |
| ------------------------------------------- | ----------------------------------------------------- | ------------- | ------------------------------------------ |
| Ville d'Aizubange, préfecture de Fukushima  | Eryuji Temple (ja) Statue                             | Statue        | Période Kamakura                           |
| Ville d'Ise, préfecture de Mie              | Taikoji Temple Statue (ja)                            | Statue assise | Période Kamakura                           |
| Kyoto, préfecture de Kyoto                  | Image principale du temple Kiyomizu-dera              | Statue        | Période Kamakura                           |
| Kyoto, préfecture de Kyoto                  | L'image principale du temple Okunoin de Kiyomizu-dera | Statue assise | Période Kamakura                           |
| Kyoto, préfecture de Kyoto                  | Statue de l'ancienne salle à manger Tō-ji             | Statue        | Période Heian                              |
| Kyoto, préfecture de Kyoto                  | Bujoji Temple (ja) Statue                             | Statue assise | La première année de Kuju (1154)           |
| Ville de Kyotango, préfecture de Kyoto      | Enjoji Temple (ja) Statue                             | Statue        | Fin de la période Heian                    |
| Ville de Hidakagawa, préfecture de Wakayama | La première image principale Dōjō-ji                  | Statue        | Période Nara                               |
| Ville de Hidakagawa, préfecture de Wakayama | Statue secrète aux mille bras du temple Dojoji        | Statue        | La période des tribunaux du Nord et du Sud |
| Ville d'Itoshima, préfecture de Fukuoka     | Sennyo-ji Statue                                      | Statue        | Période Kamakura                           |

### Autres
- Ville d'Izumi, préfecture d'Osaka - Image principale du temple Sefukuji. Statue pédestre. Désigné comme bien culturel par la ville d'Izumi.
- Ville de Kanzaki, préfecture de Saga - Image principale du temple Niiyama Jizoin. Statue pédestre. Kyushu Sept Kannon.